# Eisenbahnunfall von Petarukan
Der Eisenbahnunfall von Petarukan war der Auffahrunfall eines Schnellzuges auf einen zweiten Personenzug am 2. Oktober 2010 im Bahnhof von Petarukan (auch: Petaroekan), im Regierungsbezirk Pemalang in Zentraljava, Indonesien. Mindestens 36 Menschen starben.

## Ausgangslage
Um 2:32 Uhr Ortszeit fuhr der Zug KA 116 nach Semarang in den Bahnhof Petarukan ein und musste die Ankunft eines entgegenkommenden Zuges abwarten, um dann auf den nachfolgenden eingleisigen Streckenabschnitt einfahren zu können. 663 Fahrgäste befanden sich an Bord.
Der folgende Zug war ein Argobromo Anggrek (Zugnummer KA 4), der von Jakarta nach Surabaya unterwegs war. Er hatte 336 Fahrgäste an Bord.

## Unfallhergang
Der Argobromo Anggrek überfuhr bei der Einfahrt in den Bahnhof ein haltzeigendes Signal und fuhr um 2:45 Uhr auf den im Bahnhof wartenden Zug auf. Drei Wagen des wartenden Zuges entgleisten und stürzten um. In diesen Wagen gab es die meisten Opfer. Die Unfallstelle lag bei Streckenkilometer 113,350.

## Folgen
Mindestens 26, wahrscheinlich 36 Menschen starben, etwa 50 weitere wurden verletzt. Der Unfall war in Indonesien der folgenschwerste seit dem Eisenbahnunfall von Bintaro 1987.
Der Lokomotivführer wurde am Folgetag festgenommen.